# 冯小青墓

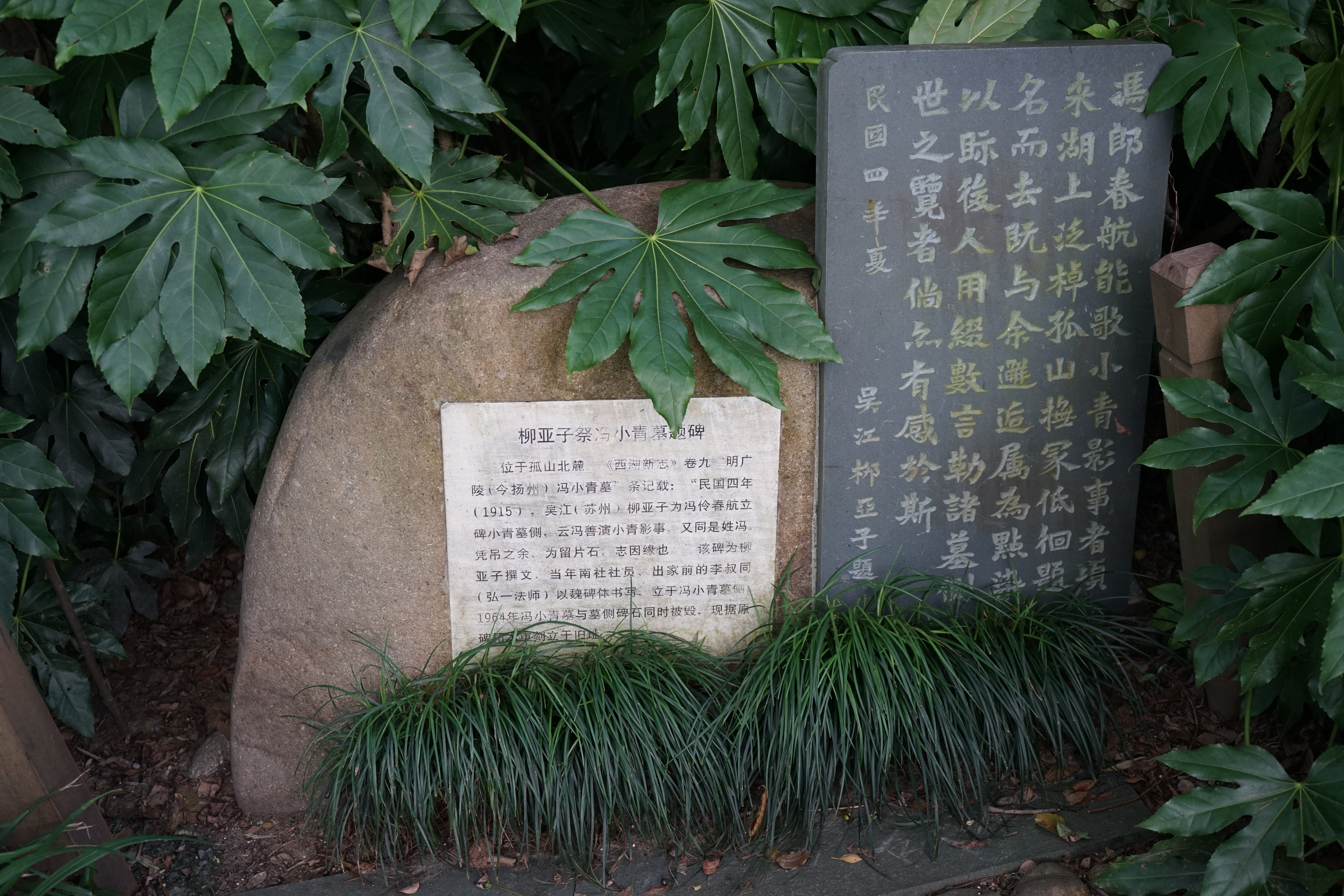
柳亚子祭冯小青碑文，现代复原

冯小青墓，位于孤山北麓，是明代怨女冯小青长眠之处，为后世文人所立，1964年被毁。

## 历代纪念
冯小青因为才情为正室所不容，在其死后同年便有文人作《小青传》以唱和，这种现象也被研究者称为“冯小青现象”——在明清至民国300多年间，共有4次大规模的诗文唱和，分别是：清代乾隆年间以廖景文为代表的40多名文人，作品尽数收录《遗真记题词》；道光年间陈文述为首的文人集体，作品以《兰因集》辑录流世；后来的咸丰、同治年间又有9名文人唱和，作收《梅花梦题词》；最后民国四年（1915年），柳亚子、李叔同等文人又行古人唱和。
道光年间陈文述将冯小青墓、菊香墓、杨云友墓合为“三女士墓”，墓旁建有兰因馆以祀三人，他向海内诗人索取应和，共有36名诗人作123首诗词以附和，大多数来自江浙地区，同时男性诗人和女性诗人在应和之余有展现出男女视角的差别。日本明治时期汉学家森槐南在其17岁时作《補春天傳奇》一文即以本事为背景，想象了陈文述与冯小青、菊香、杨云友三人梦中神交，因而为之修墓的故事。当时，清代周亮工在《书影》中描述“惟是过孤山者，必访小青墓；若过虎丘，必洒酒真娘者”。
民国四年南社众人过孤山访冯小青墓，这也是延续300年的“冯小青现象”最后一次诗文唱和。《西湖新志》载：“柳亚子为冯伶春航立碑小青墓侧，云冯善演小青事，又同是姓冯，凭吊之余，为留片石，志因缘也。”碑文由柳亚子作，当时未出家的李叔同书，立于冯小青墓侧。1964年，小青墓地及碑文俱毁。今天碑文已复原。